# Siebel Si 204
O Siebel Si 204 foi um avião de transporte e de treino desenvolvida durante a Segunda Guerra Mundial. Foi baseada no Fh 104. Desenhada em resposta a um requerimento do RLM para uma pequena aeronave civil de transporte, foi eventualmente produzida e usada pela Luftwaffe.